# Ziegfeld Follies
Le Ziegfeld Follies furono una serie di spettacoli teatrali prodotti a Broadway dal 1907 al 1931. Ispirato alle Folies Bergère di Parigi, gli spettacoli comprendevano numeri musicali e sketch comici.

## Storia
Il tutto comincia grazie all'impresario teatrale Florenz Ziegfeld il quale, spinto dalla moglie dell'epoca, l'attrice Anna Held, prende sotto la sua ala musicisti come Victor Herbert, Irving Berlin, Jimmy Monaco ed artisti come Eddie Cantor, Fanny Brice, Bert Williams, Will Rogers, Beatrice Lillie, W. C. Fields e Ruth Etting, per dare vita ad una serie di spettacoli in grado di lanciare canzoni e numeri teatrali di grande successo, amati dal pubblico e dalla critica. Il genere di base è semplice, tipico del vaudeville, ma l'alchimia tra il fasto opulento delle scene, la verve delle musiche, l'audacia dei costumi femminili e il talento degli artisti è esplosivo.

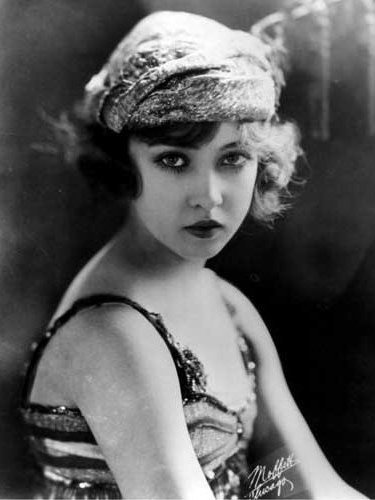
Doris Eaton (1904-2010)

Negli anni dieci e anni venti le Ziegfeld Follies infiammarono le scene di Broadway, ma nel 1932, dopo la morte di Ziegfeld la magia ebbe fine malgrado la moglie, l'attrice Billie Burke, ne avesse autorizzato in seguito diverse riprese. L'edizione del 1914 al New Amsterdam Theatre con Leon Errol, Annette Kellerman, Ann Pennington, Bert Williams, Ed Wynn e Bessie Love (una delle Ziegfeld Girls) raggiunge 112 recite. L'edizione del 1922 al New Amsterdam Theatre con Mary Eaton, Gilda Gray, Will Rogers e Barbara Stanwyck (una delle Ziegfeld Girls) arriva a 333 recite. Nel 2010, è morta a 106 anni Doris Eaton, l'ultima delle Ziegfeld girl.

## I nomi famosi delle Follies
Lo spettacolo ha lanciato grandi nomi del teatro e del cinema, che lavorarono tanto a Broadway quanto a Hollywood, tra cui:
Jean Ackerman, Eve Arden, Joséphine Baker, Lina Basquette, Joan Blondell, Fanny Brice, Louise Brooks, Billie Burke, Eddie Cantor, Ina Claire, Dolores Costello, Marion Davies, Dolly Sisters, Billie Dove, Doris Eaton, Mary Eaton, Ruth Etting, W. C. Fields, Jane Froman, Paulette Goddard, Gilda Gray, Bob Hope, Annette Kellerman, Lupino Lane, Kay Laurell, Beatrice Lillie, Lillian Lorraine, Claire Luce, Dorothy Mackaill, Ilona Massey, Marilyn Miller, Helen Morgan, Mae Murray, Nita Naldi, Ann Pennington, Will Rogers, Barbara Stanwyck, Lilyan Tashman, Olive Thomas, Bert Williams, Charles Winninger, Jane Winton, Ed Wynn.

## Le Follies sullo schermo

### Il paradiso delle fanciulle
William Powell, nel 1936, interpreta Florenz Ziegfeld nel film Il paradiso delle fanciulle (The Great Ziegfeld) diretto da Robert Z. Leonard, biografia romanzata della vita del grande impresario. Oltre a Powell, il cast del film è formato da alcuni dei grandi nomi dello schermo. A una famosa attrice tedesca, Luise Rainer, venne affidata la parte della polacca Anna Held, la prima moglie di Ziegfeld, cantante e attrice oltremodo celebre nella Broadway del primo Novecento, famosa per il suo sguardo malizioso che incantava il pubblico. L'interpretazione di Anna Held fece vincere l'Oscar a Luise Rainer come migliore attrice.
Il ruolo di Billie Burke, una nota attrice che diventa la seconda moglie di Ziegfeld (e che poi sarebbe diventata la sua vedova), venne dato a Myrna Loy, al tempo già famosa in ruoli di conturbante maliarda. La Loy interpreta una Billie Burke graziosa, piena di verve, ma si propone anche come una moglie più tradizionale di quella che era stata Anna Held. Il film fa sfoggio di magnifiche scenografie che ricreano, esaltata dall'uso della fotografia in bianco e nero, l'atmosfera che si respirava agli spettacoli delle Follies. Il momento clou del film è quello dove la m.d.p. scivola in salita lungo una monumentale scalinata tutta bianca che si avvolge a spirale, con ogni gradino occupato da un ballerino (maschio o femmina) vestito rigorosamente di nero. L'effetto finale è quello di farci scoprire su quella che pare in effetti una gigantesca torta di panna bianca incrostata di decorazioni nere, una sorta di ciliegina posata sulla sua cima: una bellissima Virginia Bruce che celebra con la sua bellezza quella, gloriosa, della ragazza americana.

### Le fanciulle delle follie
Nel 1941, uscì, diretto da Robert Z. Leonard, Le fanciulle delle follie (Ziegfeld Girl) interpretato da Judy Garland, Hedy Lamarr e Lana Turner. Il film, attraverso la storia di tre ragazze, ognuna diversa una dall'altra, ricrea il mondo delle Follies come il raggiungimento di un'aspirazione artistica, la realizzazione di un sogno. Le due bellissime, una bionda e l'altra bruna, sono rispettivamente interpretate da Lana Turner e Hedy Lamarr: la bionda, una ragazza della working class, bella spigliata e arrivista, finirà male, come tutte le "gold diggers", le cercatrici d'oro di cui Hollywood amava raccontare le storie ma alle quali poi, inevitabilmente (e moralisticamente), faceva fare una brutta fine. La bruna, meravigliosa e sofisticata bellezza europea (come in effetti era la vera Hedy Lamarr), non deve fare alcuno sforzo per apparire: basta che si presenti e il mondo si ferma ad ammirarla. Ma, sposata a un violinista, abbandona il palcoscenico per seguire la carriera artistica del marito. La terza, Judy Garland, non è particolarmente bella. È, invece, particolarmente brava. Cantante e ballerina, si è fatta le ossa fin da piccola, nata e cresciuta in una famiglia che lavorava nel vaudeville. Il teatro di rivista le scorre nel sangue come il talento: è lei la vera "ragazza di Ziegfeld". Le altre due sono bellissime e intercambiabili, come qualsiasi bella ragazza che offre la sua bellezza per qualche anno o, forse, solo per qualche mese. E che ha frotte di sostitute dietro di lei pronte a prendere il suo posto.
A parte la morale del racconto, il film è uno straordinario album di scene che fa rivivere i quadri delle Follies, con i costumi di Adrian uno più fantastico dell'altro, trame delicate di ragnatele che avvolgono le più belle ragazze del mondo.

### Ziegfeld Follies
Dalla rivista per il teatro è stato tratto nel 1945 l'omonimo film Ziegfeld Follies interpretato da grandi nomi dello spettacolo, come Fred Astaire, Judy Garland, Gene Kelly, Fanny Brice, Red Skelton, Esther Williams, Cyd Charisse e Lucille Ball, con William Powell ancora una volta nel ruolo di Ziegfeld, dopo averlo già interpretato nel 1936.

## Edizioni
- Ziegfeld Follies of 1907 al Jardin de Paris
- Ziegfeld Follies of 1908 al Jardin de Paris
- Ziegfeld Follies of 1909 al Jardin de Paris
- Ziegfeld Follies of 1910 al Jardin de Paris
- Ziegfeld Follies of 1911 al Jardin de Paris
- Ziegfeld Follies of 1912 al Moulin Rouge
- Ziegfeld Follies of 1913 al New Amsterdam Theatre
- Ziegfeld Follies of 1914 al New Amsterdam Theatre
- Ziegfeld Follies of 1915 al New Amsterdam Theatre
- Ziegfeld Follies of 1916 al New Amsterdam Theatre
- Ziegfeld Follies of 1917 al New Amsterdam Theatre
- Ziegfeld Follies of 1918 al New Amsterdam Theatre
- Ziegfeld Follies of 1919 al New Amsterdam Theatre
- Ziegfeld Follies of 1920 al New Amsterdam Theatre
- Ziegfeld Follies of 1921 al Globe Theatre
- Ziegfeld Follies of 1922 al New Amsterdam Theatre
- Ziegfeld Follies of 1923 al New Amsterdam Theatre
- Ziegfeld Follies of 1924 al New Amsterdam Theatre
- Ziegfeld Follies of 1927 al New Amsterdam Theatre
- Ziegfeld Follies of 1931 allo Ziegfeld Theatre
- Ziegfeld Follies of 1934 al Winter Garden Theatre
- Ziegfeld Follies of 1936 al Winter Garden Theatre
- Ziegfeld Follies of 1943 al Winter Garden Theatre
- Ziegfeld Follies of 1957 al Winter Garden Theatre

## Galleria d'immagini

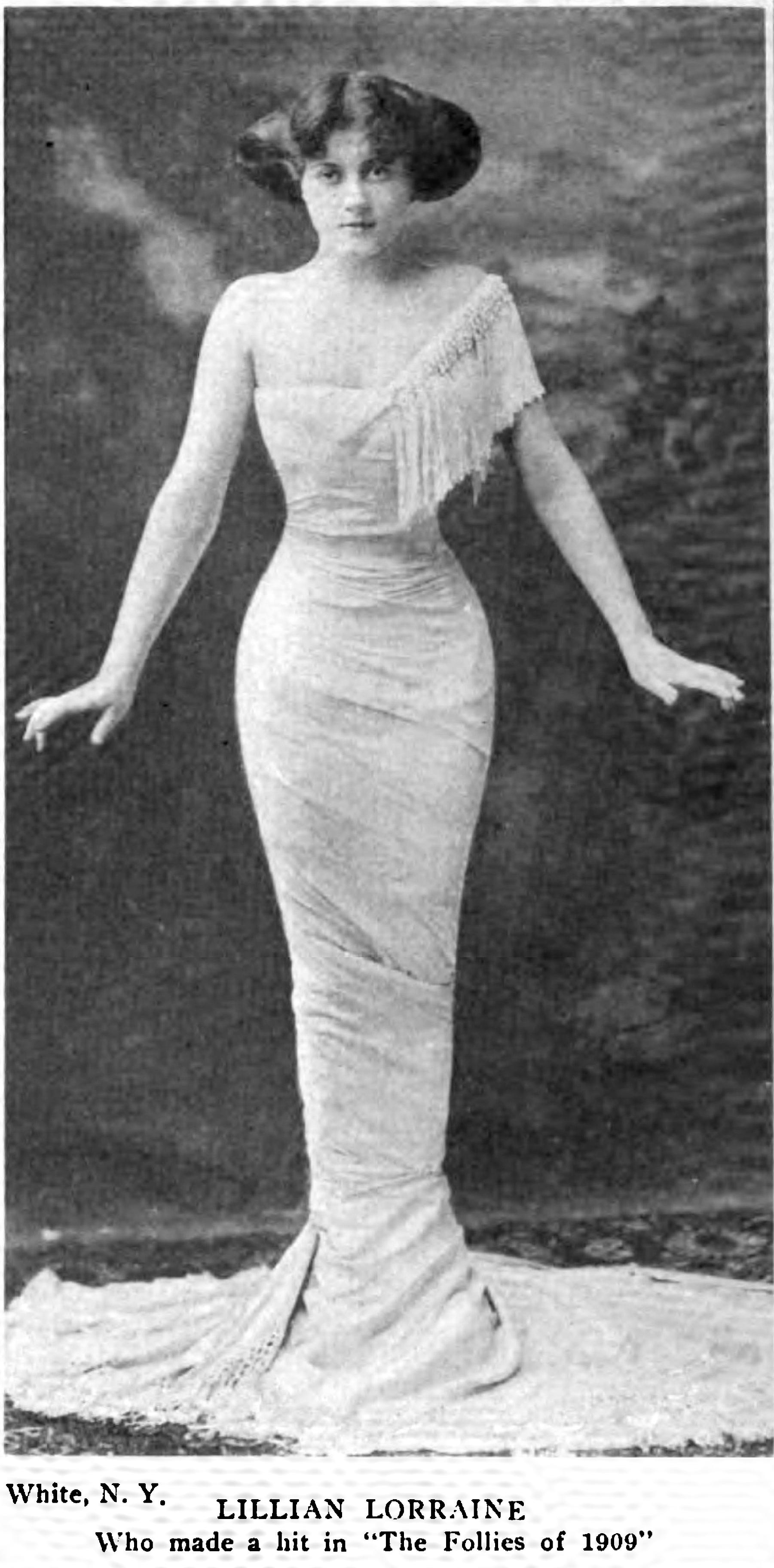
Lillian Lorraine (1909)
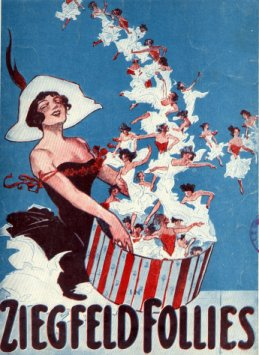
Pubblicità dell'edizione 1912
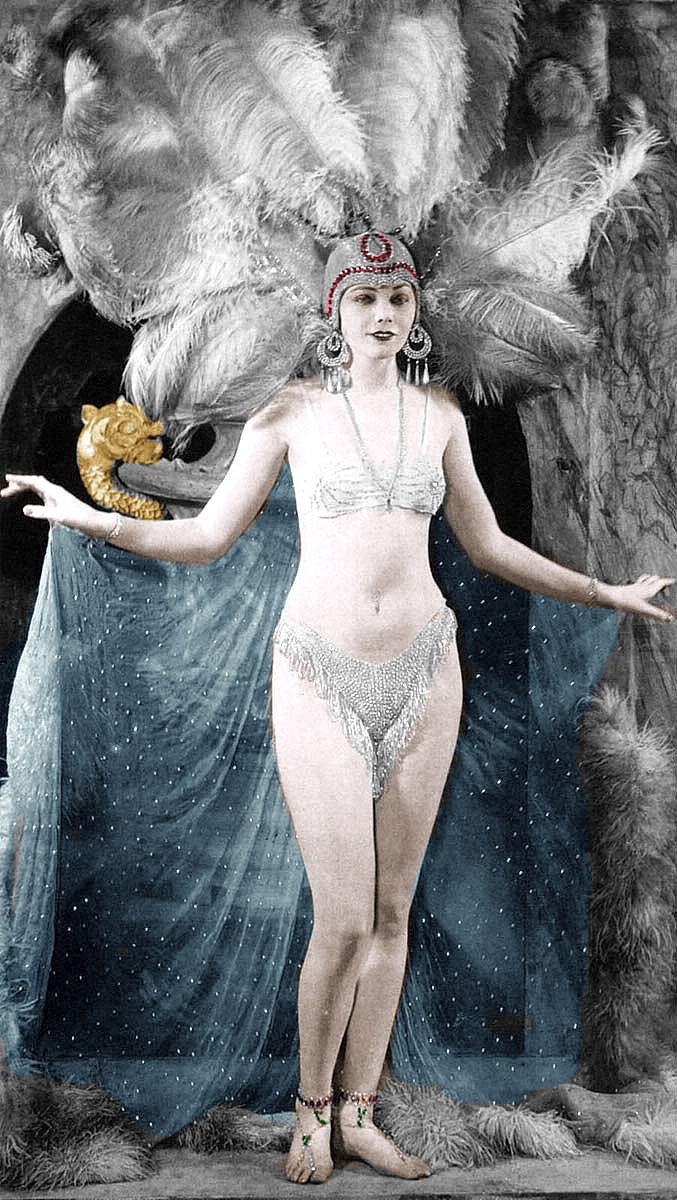
Lilyan Tashman (1916 o 1917)
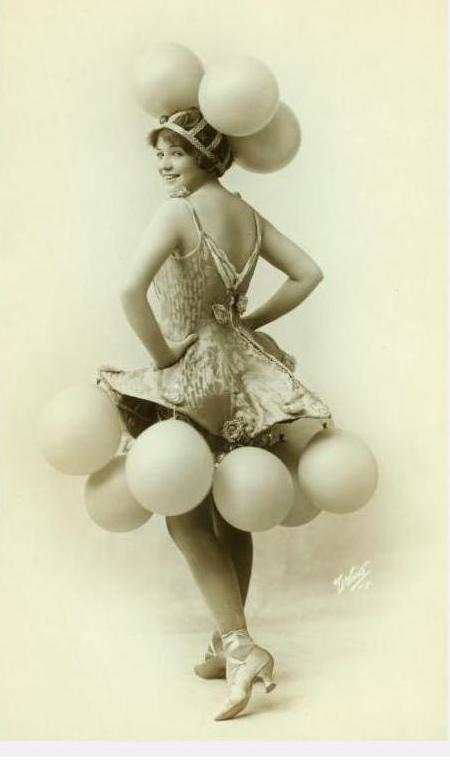
Helen Barnes (1915-1918)
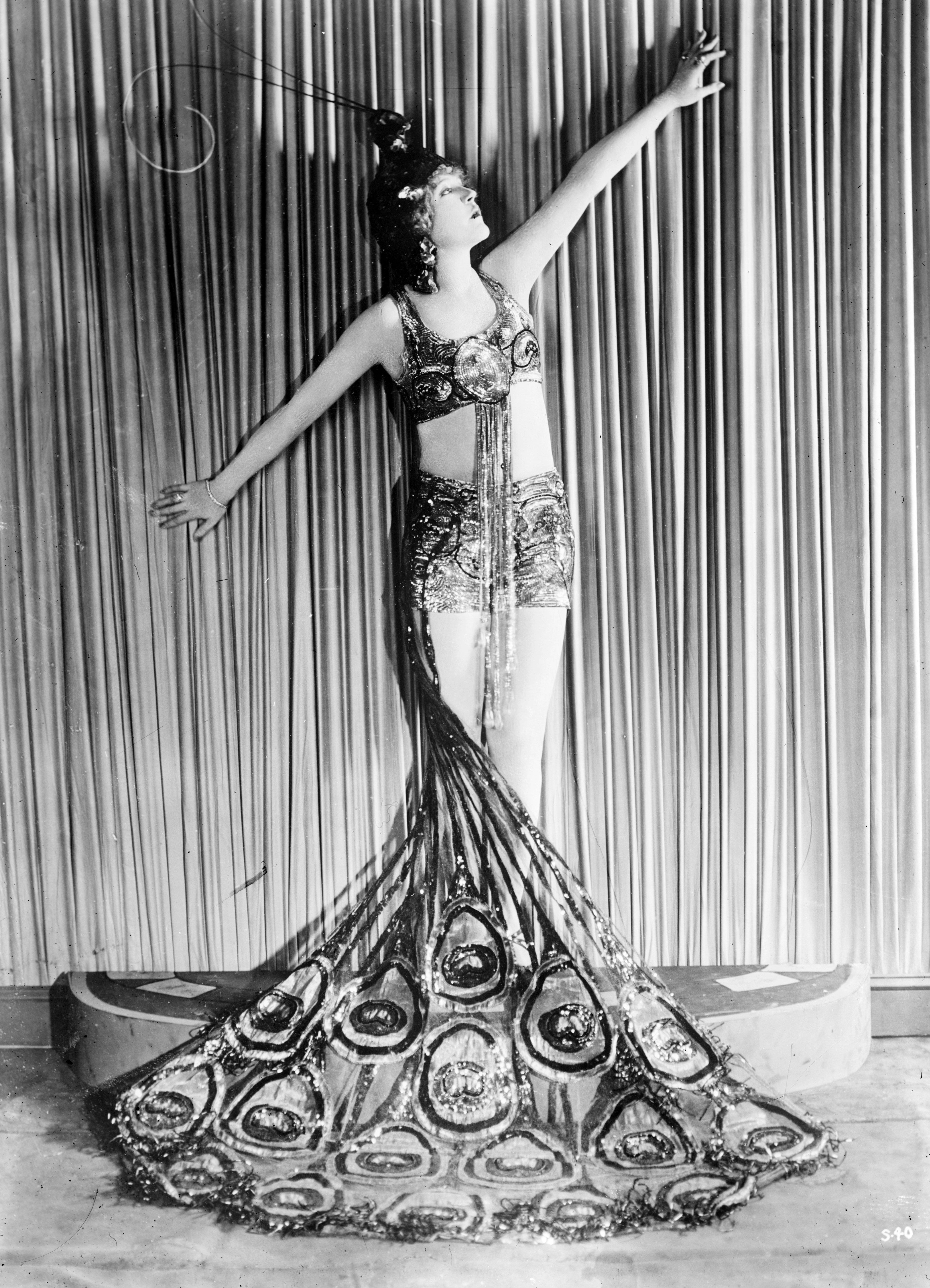
Mae Murray
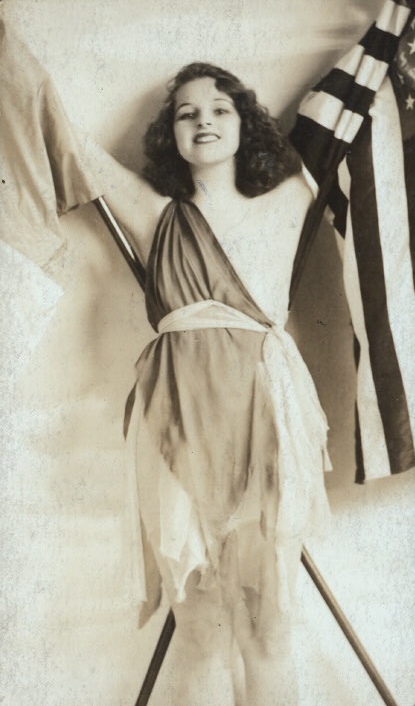
Kay Laurell, Ziegfeld Follies 1918
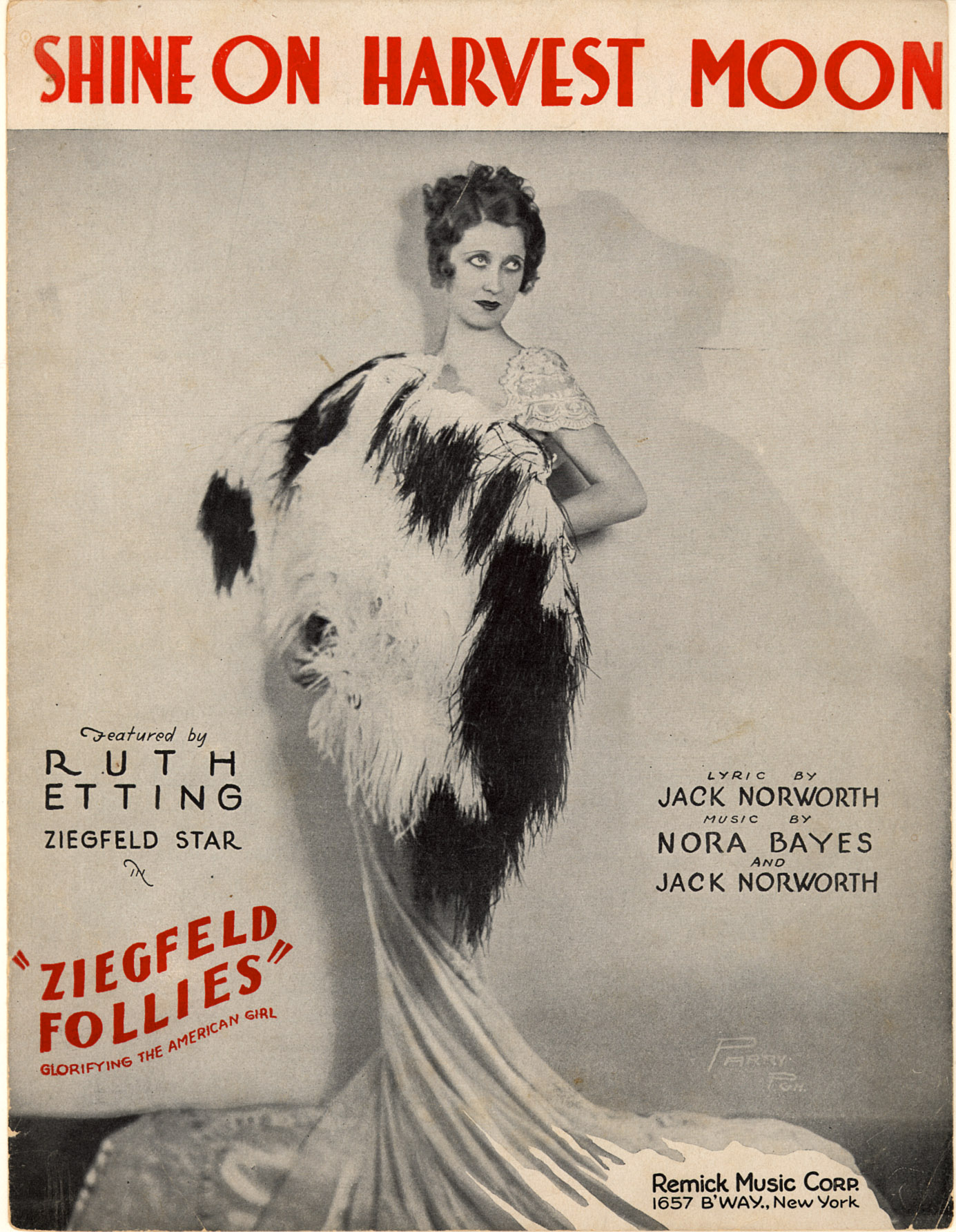
Ruth Etting (1918)
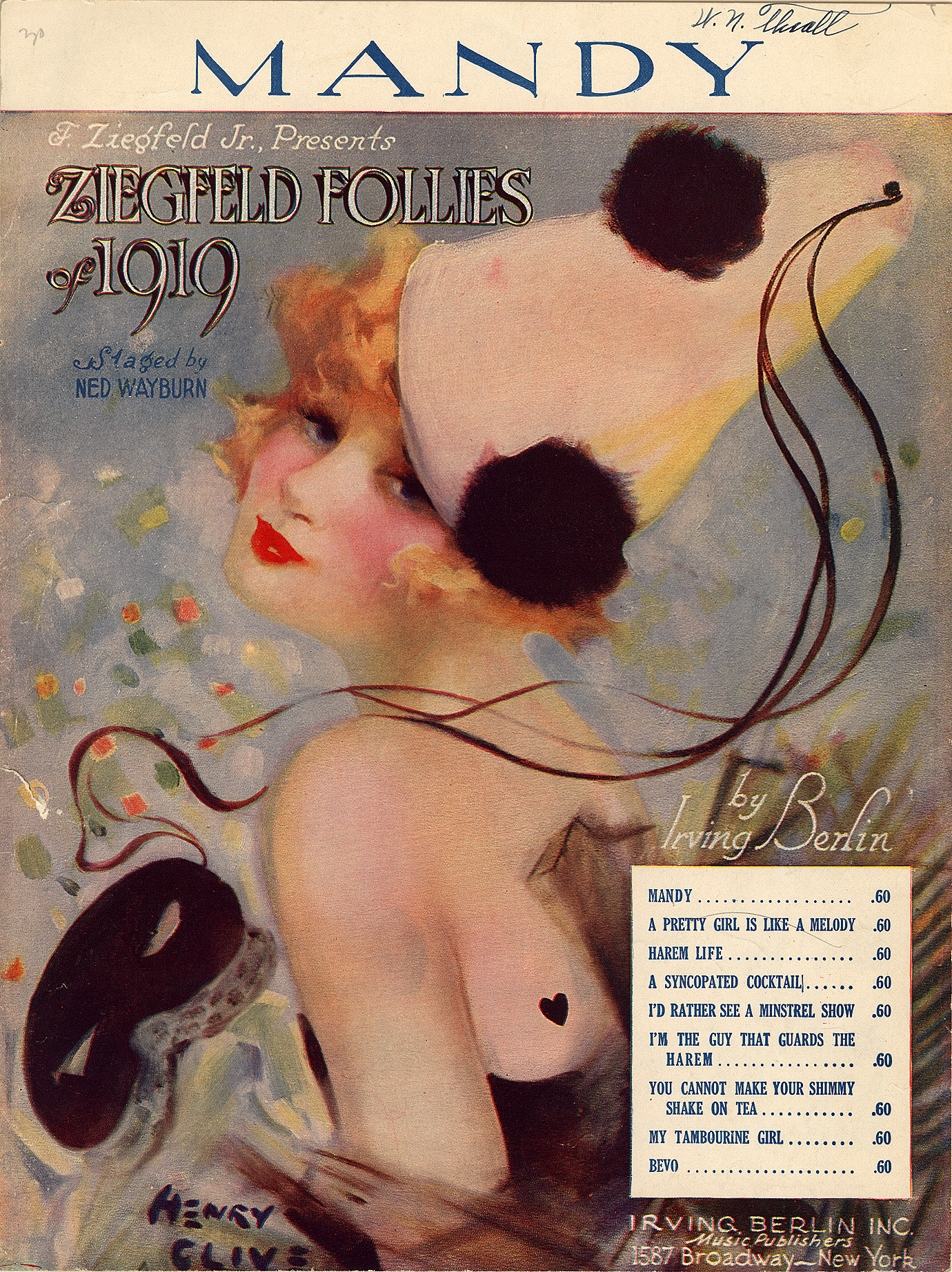
Mandy, canzone delle Ziegfeld Follies 1919
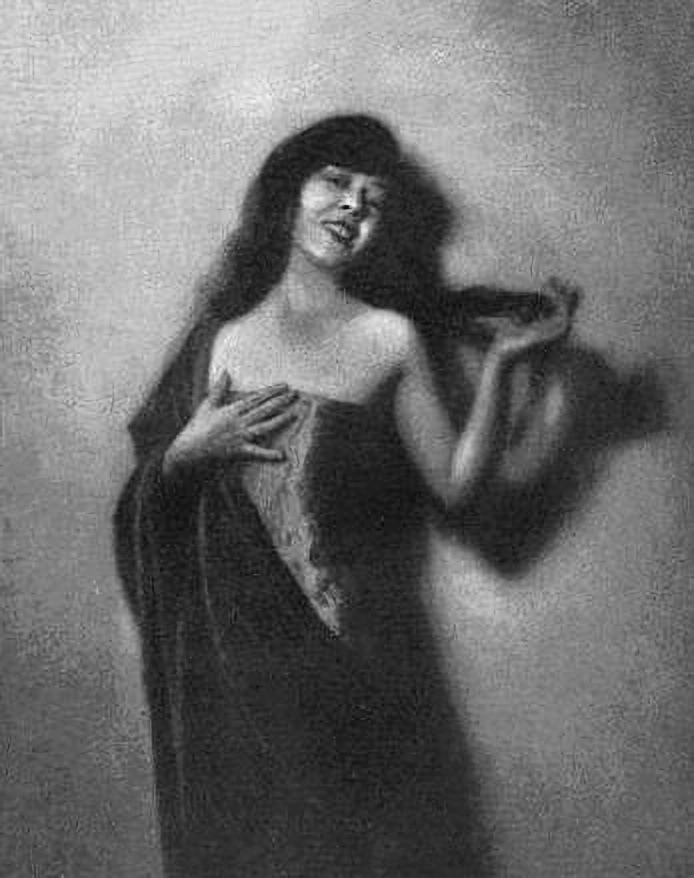
Ann Pennington (1919 circa)
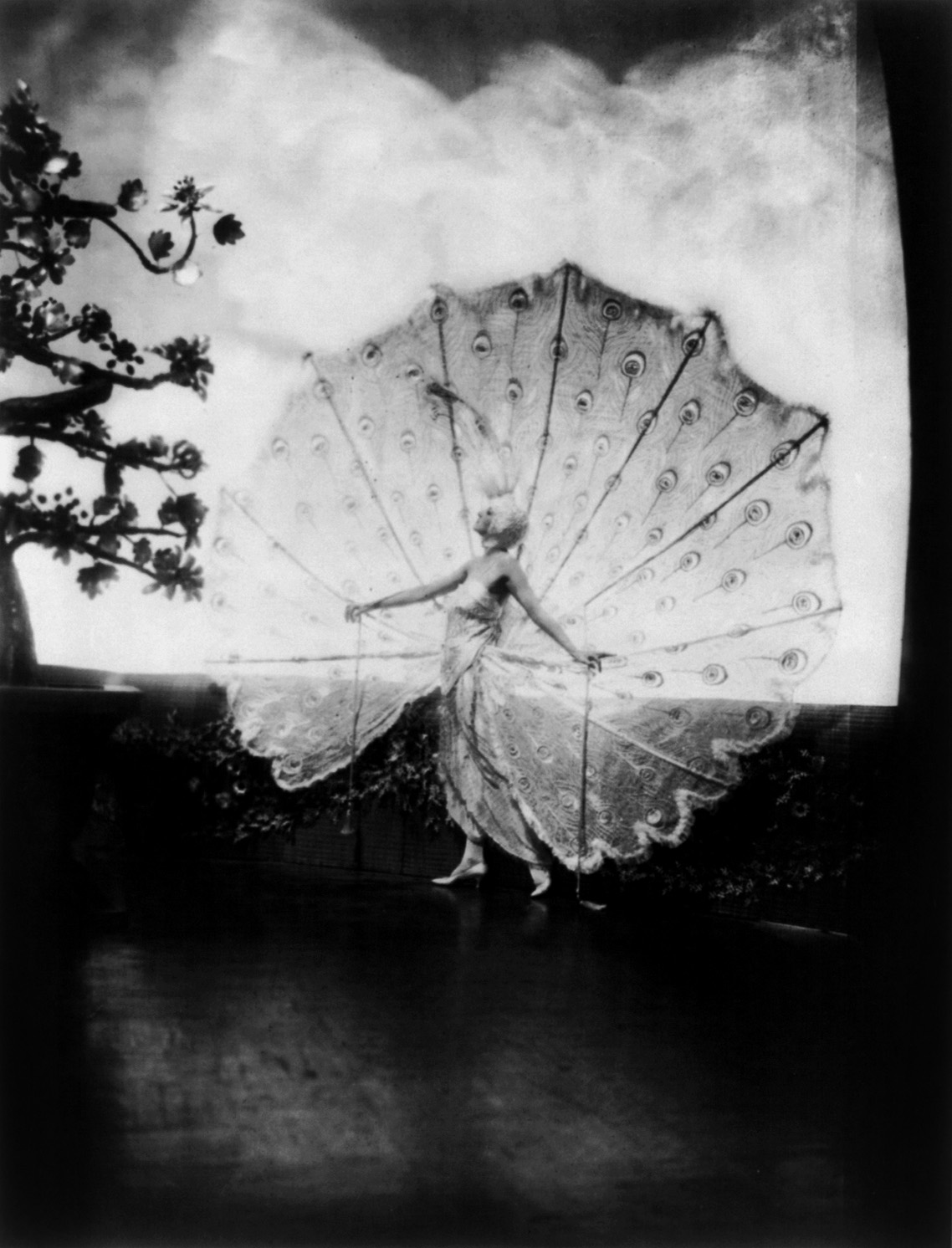
Dolores (1920). Foto di Alfred Cheney Johnston
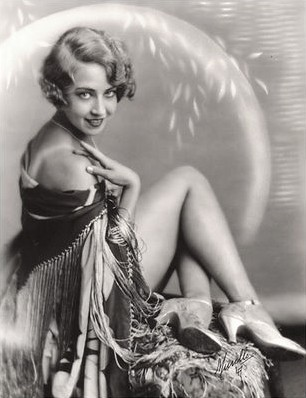
Doris Eaton Travis (1920), l'ultima delle Ziegfeld Girl
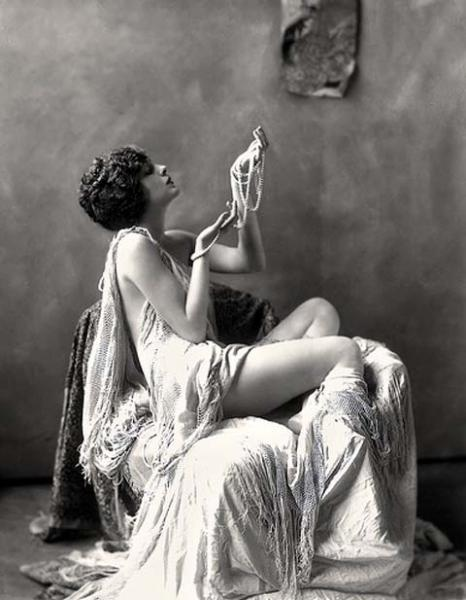
Billie Dove (1920 circa). Foto di Alfred Cheney Johnston
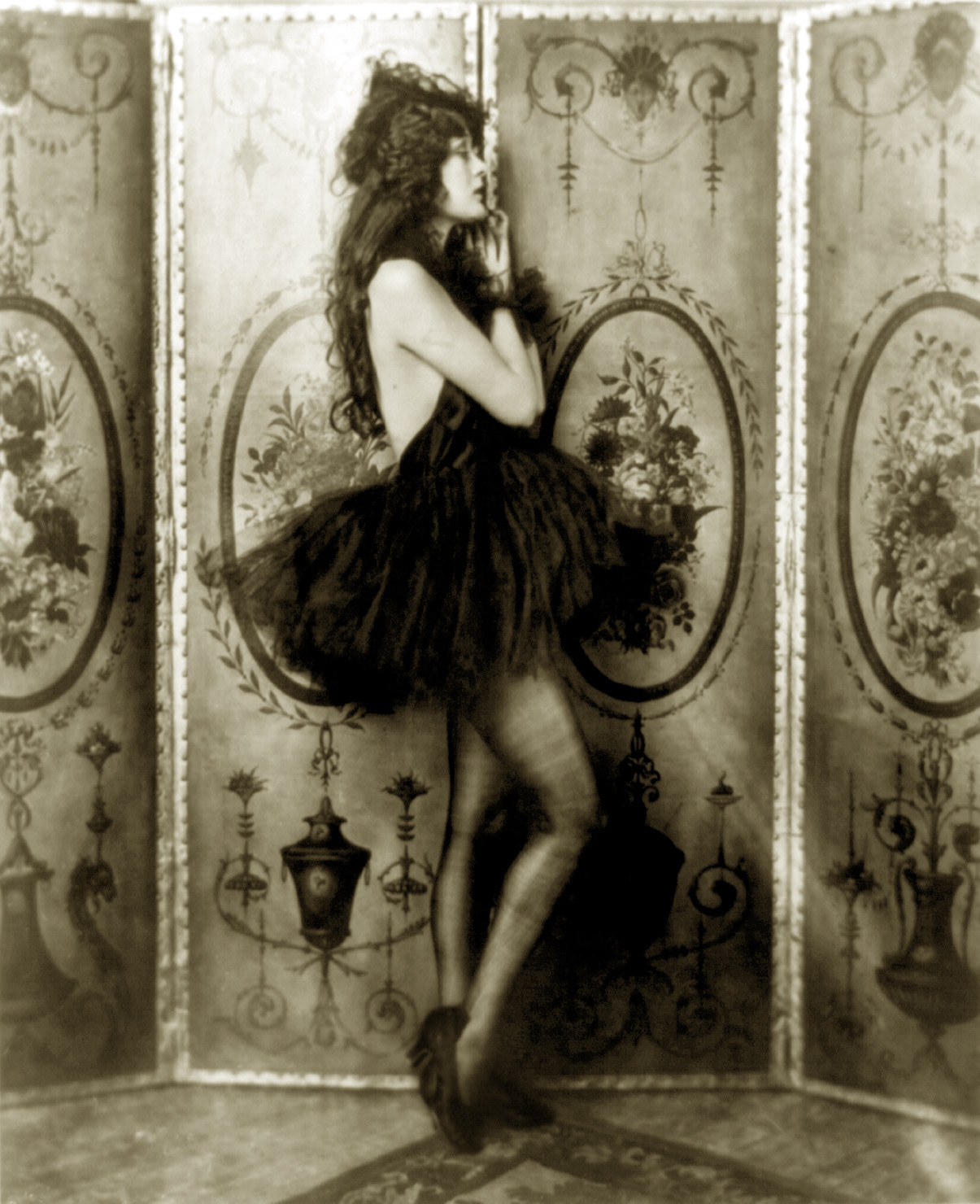
Dolores Costello (ca. 1923), foto di Alfred Cheney Johnston
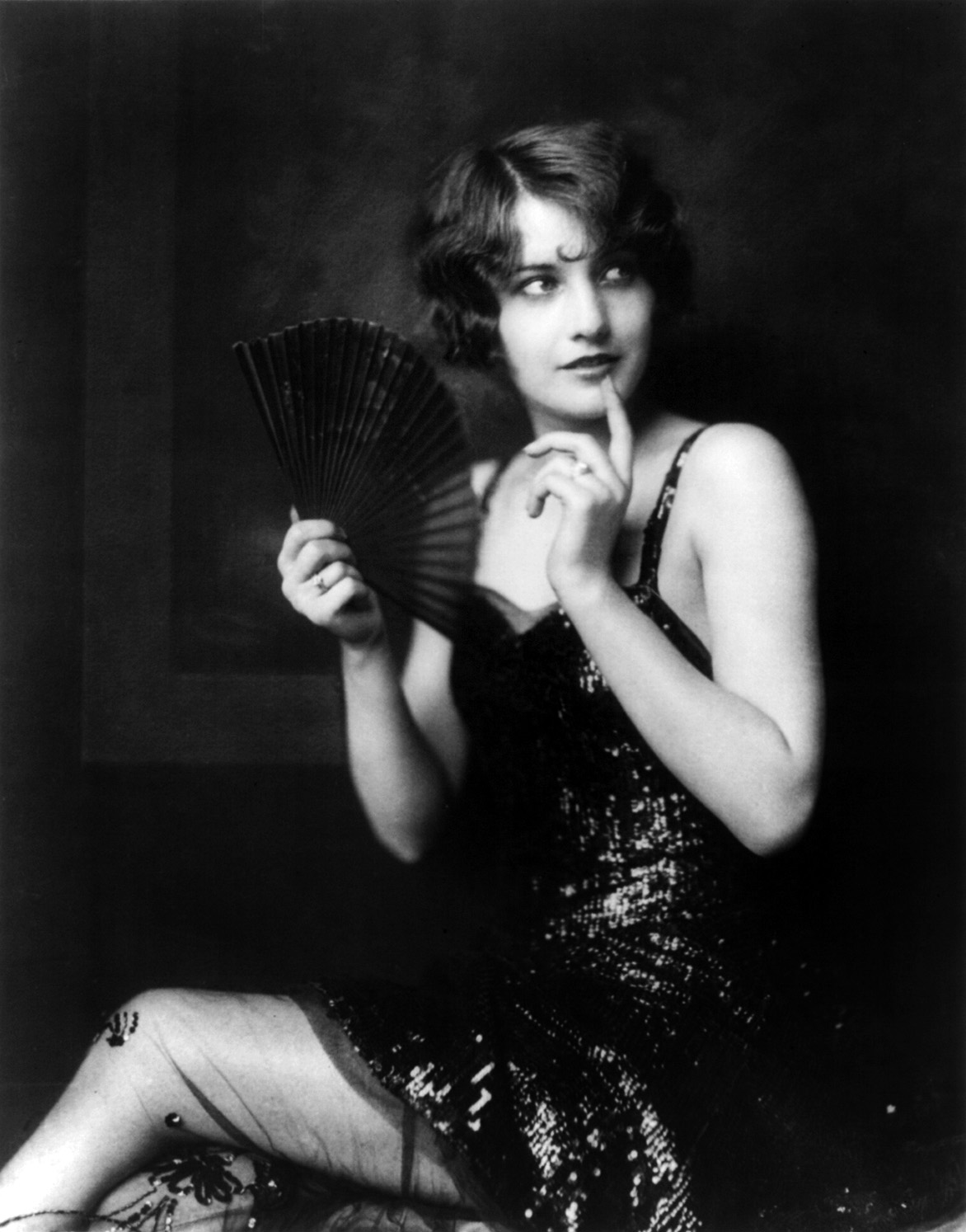
Barbara Stanwyck (1924), foto di Alfred Cheney Johnston
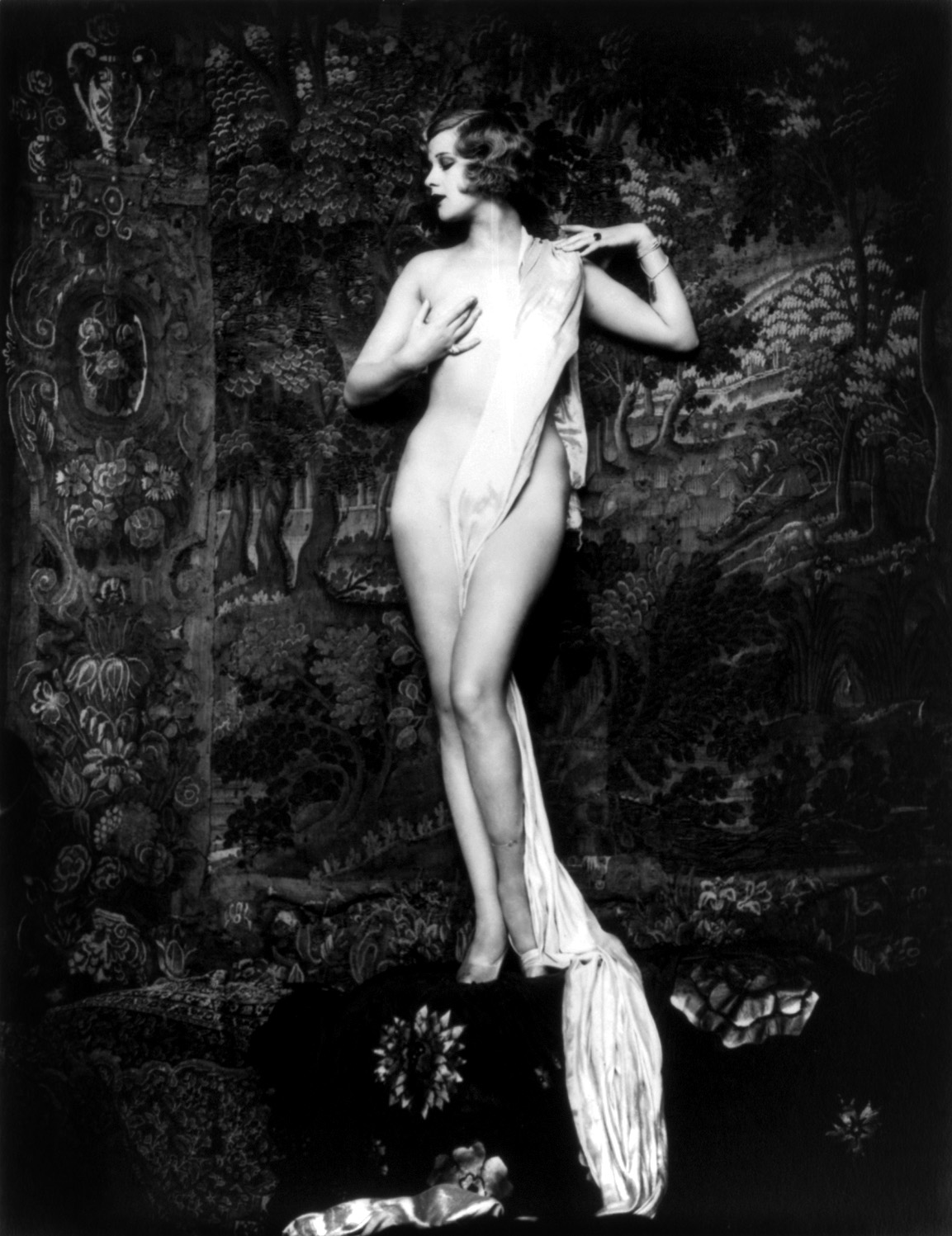
Hazel Forbes (1928), Miss United States, foto di A. C. Johnston

L'immagine del celebre teatro dove si svolgevano gli spettacoli di Ziegfeld compare al centro in basso nella storica foto del 1932 dei famosi operai che mangiano in cima al grattacielo (lunchtime atop a skyscraper).